# أنور جسام
أنور جسام (1947 - 16 أيلول 2024) هو خبير كرة قدم عراقي ولاعب كرة قدم ومدرب سابق، ولد في منطقة كرادة مريم في بغداد في عام 1947.
فاز مع نادي الزوراء ببطولة الدوري العراقي الممتاز 1978–79 كما فاز بكأس العراق خمس مرات مع النادي نفسه، وبذا يعد أكثر المدربين العراقيين فوزا بهذه البطولة.